# Salvins miervogel
Salvins miervogel (Oneillornis salvini) is een zangvogel uit de familie Thamnophilidae (miervogels). Deze vogel is genoemd naar de Engelse zoöloog Osbert Salvin.

## Verspreiding en leefgebied
Deze soort komt voor in het zuidwesten van het Amazonegebied en telt twee ondersoorten:
- O. s. maculatus: oostelijk Peru en westelijk Brazilië.
- O. s. salvini: Bolivia en zuidwestelijk Brazilië.

## Status
De grootte van de populatie is niet gekwantificeerd maar de soort wordt omschreven als vrij algemeen. Op de Rode lijst van de IUCN heeft deze soort de status niet bedreigd.